# Ryohei Suzuki
Pour les articles homonymes, voir Suzuki (homonymie).
Ryohei Suzuki (鈴木 良平, Suzuki Ryohei), née le 12 juin 1949, était un footballeur et entraîneur japonais.

## Biographie
Il est le sélectionneur de l'équipe du Japon féminine entre 1986 et 1989.
Il dirige la sélection japonaise lors de la Coupe d'Asie 1986, compétition où le Japon s'incline en finale face à l'équipe de Chine.

## Palmarès d'entraîneur
- Finaliste de la Coupe d'Asie en 1986 avec l'équipe du Japon féminine